# 土曜スタジオecoタイムス
土曜スタジオecoタイムス（どようスタジオエコタイムス）は、北海道放送（HBCテレビ）にて2008年5月3日から6月28日まで放送されていた情報番組である。
放送時間は土曜日17:00 - 17:25（JST）。番組スポンサーはマテックグループの一社提供。

## 番組概要
- 環境問題に関する情報を主軸に据え、北海道内および世界の“エコ”事情を紹介するほか、視聴者からのエコ自慢や対策を紹介するコーナーを構成した。
- 北海道洞爺湖サミットに関連し、番組冒頭には「洞爺湖サミットまであと○日」のテロップが表示されていた。
- また、出演者の衣装を「エディー・バウアー」のブランドで統一するなど、環境保護にこだわった番組姿勢が見られた。

## 出演者
- 石崎輝明（HBCアナウンサー）
- 浅川かがり（気象予報士）
- 鹿島千穂（レポーター）
- 小林公司（東海大学国際文化学部教授）

## 放送期間
それまで土曜夕方5時枠に放送されていた『［E］スポーツ』が「報道特集NEXT」開始のため深夜枠に移動したことに伴い空いた放送枠で、夏から放送開始予定だった『森崎博之のあぐり王国北海道』のつなぎ番組として急きょ企画された。また洞爺湖サミット直前という状況から将来を見据えた環境保護にこだわった試験的な番組制作となった。

## スタッフ
- プロデューサー：五十嵐浩二
- ディレクター：岩崎健次郎、中舘英利、山田文裕